# Albert Speers memoarer: Tredje riket inifrån
Albert Speers memoarer: Tredje riket inifrån (originaltitel: Erinnerungen, i svensk översättning "Minnen") är ett självbiografiskt verk skrivet av den tyske arkitekten och rustningsministern Albert Speer, ursprungligen publicerat 1969. I boken beskriver Speer sitt liv från ungdomsåren under mellankrigstiden fram till andra världskrigets slut.
Speer började nedteckna sina memoarer under tiden som krigsfånge i det västtyska Spandaufängelset. Vid frigivningen den 1 oktober 1966 hade han kommit upp i över tvåtusen lösblad. Den första frihetstiden fyllde Speer med intensivt skrivarbete, och tre år senare presenterade han sin fullständiga självbiografi för världen.
Albert Speers memoarer: Tredje riket inifrån publicerades för första gången i Sverige 1971 av förlaget Aldus/Bonnier, och har sedan dess givits ut i flera upplagor, senast 2003. Memoarerna filmatiserades 1982 med den nederländske skådespelaren Rutger Hauer I huvudrollen som Albert Speer.